# Fathers and Sons (Album)
Fathers and Sons ist ein Doppelalbum des Bluesmusikers Muddy Waters, das 1969 auf dem Chicagoer Label Chess Records erschien. Das Cover zeigt in Anlehnung an Michelangelos Deckengemälde Creazione di Adamo in der Sixtinischen Kapelle einen älteren schwarzen und einen jüngeren weißen Mann, deren Finger kurz davor sind sich zu berühren. Damit sollte bildlich umgesetzt werden, was das Konzept dieser Platte war, nämlich das musikalische Zusammengehen älterer afroamerikanischer Bluesmänner mit jüngeren weißen Rockmusikern, die allesamt enge Bezüge zum Blues hatten und an die die Älteren nun ihr musikalisches Erbe weitergaben.

## Album-Geschichte
Dem Vernehmen nach soll die Idee für Fathers and Sons bei nächtlichen Fachsimpeleien zwischen Marshall Chess, dem Sohn von Labelmitbegründer Leonard Chess, und University-of-Chicago-Professor Norman Dayron entstanden sein, der schließlich auch für die Produktion des Albums verantwortlich zeichnete. Neben musikalischen Überlegungen spielte dabei auch die Hoffnung eine Rolle, dass man mit Hilfe dieses Konzepts mehr Platten würde absetzen können. Schließlich war es die Zeit, in der sich auch ein weißes Publikum zunehmend für den Blues zu interessieren begann und sich damit ein neuer Markt für dieses Genre auftat, dessen Potenzial bei Chess in diesem Fall allerdings überschätzt wurde.
Von Anfang an plante man ein Studio- und ein Livealbum. Und so kamen Ende April 1969 die "Väter" und "Söhne" zunächst für drei Tage im Studio zusammen, um nur einen Tag nach Abschluss dieser Sessions bei einer in Chicagos frisch renoviertem Auditorium Theater stattfindenden Veranstaltung namens Super Cosmic Joy-Scout Jamboree vor rund 2800 begeisterten Zuhörern das zusätzliche Livematerial einzuspielen. Die "Väter" waren in diesem Fall Muddy Waters (Jahrgang 1913) und sein langjähriger Pianist Otis Spann (1930–1970); die Gruppe der "Söhne" setzte sich zusammen aus Electric-Flag-Gitarrist Mike Bloomfield (1943–1981), seinem einstigen Bandleader Paul Butterfield (Mundharmonika; 1942–1987) und Stax-Hausbassist Donald „Duck“ Dunn (1941–2012). Die Rhythmusgruppe vervollständigte Drummer Sam Lay, der außer in der Butterfield Blues Band unter anderem auch schon für Howlin’ Wolf die Trommelstöcke geschwungen hatte. Bei drei Studiotiteln war zudem Rhythmusgitarrist Paul Asbell mit von der Partie und beim Opener All Aboard Harpspieler Jeff Carp, außerdem nahm bei diesem Song Phil Upchurch den Platz von Donald Dunn am Bass ein. Als weiterer Musiker trat schließlich Schlagzeuger Buddy Miles in Erscheinung, für den Sam Lay seinen Platz räumte, bevor die Band bei ihrem Live-Gig zu einer mit frenetischem Beifall bedachten Wiederholung von Got My Mojo Working ansetzte.
Musikalisch bot Fathers and Sons insofern nichts Neues, als sowohl bei den Studiosessions als auch bei den Liveaufnahmen sämtlich Songtitel zum Einsatz kamen, die Muddy Waters im Laufe seiner Karriere schon einmal eingespielt hatte. So präsentiert das Studioalbum in einem Mix aus Slowblues- und Up-tempo-Nummern Standards wie Walkin’ Thru The Park, Willie Dixons I’m Ready oder Eddie Boyds Twenty-Four Hours und auf dem Livealbum gibt es unter anderem die Waters-Klassiker Baby Please Don’t Go und Honey Bee zu hören, bevor die Band mit der Preston-Foster-Komposition Got My Mojo Working zu einem furiosen Finale ansetzt. Vor allem dieser kraftvoll treibende Titel schien es dem überwiegend weißen Publikum angetan zu haben, von denen viele ihr erstes Blueskonzert überhaupt besuchten. Als Folge erschien der Song als Got My Mojo Working, Part One und Got My Mojo Working, Part Two gleich zweimal auf der Live-LP.
Ein Ziel der Aufnahmen war es auch, Muddys Klassiker noch einmal unter veränderten aufnahmetechnischen Bedingungen einzuspielen. Nicht umsonst verwies Chess auf dem Plattencover darauf, dass bei den Aufnahmen das damals topaktuelle Concept 12 Stereo-Verfahren zum Einsatz gekommen war. Darüber hinaus sollten die Neuaufnahmen nicht mehr der zeitlichen Beschränkung des klassischen Single-Formats unterworfen sein. Am konsequentesten wurde dieser Ansatz bei Long Distance Call umgesetzt, das es auf eine Spielzeit von für damalige Verhältnisse recht ungewöhnlichen 6 Minuten und 37 Sekunden bringt.
Fast zwanzig Jahre nach dem Tod von Muddy Waters wurde Fathers and Sons 2002 von der Blues Foundation mit einem W. C. Handy Blues Award in der Kategorie Historical Blues Album of the Year ausgezeichnet.

## Titelliste
LP 1 (Studio Recordings)
1. All Aboard (McKinley Morganfield) – 2:49
2. Mean Disposition (McKinley Morganfield) – 5:40
3. Blow Wind Blow (McKinley Morganfield) – 3:40
4. Can’t Lose What You Ain’t Never Had (McKinley Morganfield) – 3:03
5. Walkin’ Thru the Park (McKinley Morganfield) – 3:19
6. Forty Days and Forty Nights (Bernie Roth) – 3:05
7. Standin’ Round Cryin’ (McKinley Morganfield) – 4:02
8. I’m Ready (Willie Dixon) – 3:37
9. Twenty Four Hours (Eddie Boyd) – 4:47
10. Sugar Sweet (McKinley Morganfield) – 2:16

LP 2 (Recorded Live at Super Cosmic Joy-Scout Jamboree)
1. Long Distance Call (McKinley Morganfield) – 6:37
2. Baby Please Don’t Go (McKinley Morganfield) – 3:03
3. Honey Bee (McKinley Morganfield) – 3:56
4. The Same Thing (Willie Dixon) – 6:04
5. Got My Mojo Working, Part One (Preston Foster) – 3:24
6. Got My Mojo Working, Part Two (Preston Foster) – 5:10

## Mitwirkende
- Muddy Waters – Gesang, Gitarre
- Otis Spann – Klavier
- Michael Bloomfield – Gitarre
- Paul Butterfield – Mundharmonika
- Donald „Duck“ Dunn – Bass
- Sam Lay – Schlagzeug
- Buddy Miles – Schlagzeug (Track 16)
- Jeff Carp – Mundharmonika (Track 1)
- Paul Aspel – Rhythmusgitarre (Tracks 5, 6, 10)
- Phil Upchurch – Bass (Track 1)

## Auszeichnungen
- 2002: W. C. Handy Blues Award in der Kategorie Historical Blues Album of the Year